# Maine 300 1967
Maine 300 1967 var ett stockcarlopp ingående i Nascar Grand National Series (nuvarande Nascar Cup Series) som kördes 11 juli 1967 på den 0,333 mile (535,911 m) långa ovalbanan Oxford Plains Speedway i Oxford i Maine. Totalt avverkades 99,9 miles (160,773 km) fördelat på 300 varv. Banunderlaget var asfalt. Loppet vanns av Bobby Allison i en Chevrolet på tiden 1:37.15 körande för J.D. Bracken. Allisons snitthastighet uppgick till 61,697 mph. Han var vid målgång ensam förare på ledarvarvet, ett varv före tvåan Richard Petty. Det var Allisons sjunde vinst av totalt 85 i karriären. Prispotten uppgick till 4 450 dollar, varav 1 150 dollar gick till segraren.

## Resultat
| Plc     | Nr | Förare         | Team/ bilägare           | Konstruktör | Start | Varv | Ledda varv |
| ------- | -- | -------------- | ------------------------ | ----------- | ----- | ---- | ---------- |
| 1       | 2  | Bobby Allison  | J.D. Bracken             | Chevrolet   | 2     | 300  | 73         |
| 2       | 43 | Richard Petty  | Petty Enterprises        | Plymouth    | 4     | 299  | 221        |
| 3       | 14 | Jim Paschal    | Tom Friedkin             | Plymouth    | 3     | 297  | 2          |
| 4       | 48 | James Hylton   | Bud Hartje               | Dodge       | 1     | 297  | 4          |
| 5       | 06 | Neil Castles   | Neil Castles             | Dodge       | 10    | 294  | 0          |
| 6       | 11 | J.T. Putney    | J.T. Putney              | Chevrolet   | 9     | 292  | 0          |
| 7       | 20 | Clyde Lynn     | Negre Racing             | Ford        | 12    | 291  | 0          |
| 8       | 88 | Buck Baker     | Buck Baker Racing        | Oldsmobile  | 13    | 299  | 0          |
| 9       | 64 | Elmo Langley   | Langley-Woodfield Racing | Ford        | 11    | 288  | 0          |
| 10      | 92 | Bobby Wawak    | Wawak Racing             | Plymouth    | 14    | 282  | 0          |
| 11      | 07 | George Davis   | George Davis             | Chevrolet   | 16    | 279  | 0          |
| 12      | 8  | ED Negre       | Negre Racing             | Ford        | 15    | 277  | 0          |
| 13      | 34 | Wendell Scott  | Scott Racing             | Ford        | 19    | 271  | 0          |
| 14      | 87 | Buddy Baker    | Buck Baker Racing        | Ford        | 6     | 241  | 0          |
| 15      | 4  | John Sears     | DeWitt Racing            | Ford        | 7     | 235  | 0          |
| 16      | 01 | Paul Dean Holt | Dennis Holt              | Ford        | 24    | 200  | 0          |
| 17      | 55 | Tiny Lund      | Lyle Stelter             | Ford        | 8     | 174  | 0          |
| 18      | 9  | Roy Tyner      | Truett Rodgers           | Chevrolet   | 28    | 164  | 0          |
| 19      | 38 | Wayne Smith    | Archie Smith             | Chevrolet   | 23    | 146  | 0          |
| 20      | 18 | Dick Johnson   | Dick Johnson             | Ford        | 17    | 138  | 0          |
| 21      | 02 | Doug Cooper    | Bob Cooper               | Chevrolet   | 18    | 106  | 0          |
| 22      | 45 | Bill Seifert   | Seifert Racing           | Ford        | 21    | 99   | 0          |
| 23      | 91 | Fats Caruso    | Neil Castles             | Plymouth    | 20    | 96   | 0          |
| 24      | 94 | Don Biederman  | Ron Stotten              | Chevrolet   | 29    | 90   | 0          |
| 25      | 32 | Larry Miller   | Larry Miller             | Dodge       | 27    | 54   | 0          |
| 26      | 57 | George Poulos  | George Poulos            | Plymouth    | 26    | 50   | 0          |
| 27      | 97 | Henley Gray    | Gray Racing              | Ford        | 22    | 44   | 0          |
| 28      | 49 | G.C. Spencer   | GC Spencer Racing        | Plymouth    | 5     | 12   | 0          |
| 29      | 31 | Bill Ervin     | Ralph Murphy             | Ford        | 25    | 6    | 0          |
| 30      | 76 | Earl Brooks    | Don Culpepper            | Ford        | 30    | 1    | 0          |
| Källor: |    |                |                          |             |       |      |            |